# Lestidiops gracilis
Lestidiops gracilis är en fiskart som först beskrevs av Ege, 1953.  Lestidiops gracilis ingår i släktet Lestidiops och familjen laxtobisfiskar. IUCN kategoriserar arten globalt som otillräckligt studerad. Inga underarter finns listade i Catalogue of Life.